# Estadi José Rico Pérez
L'Estadi José Rico Pérez és un estadi de futbol situat a la ciutat d'Alacant, al barri de Sant Blai. Duu el nom del qui era president de l'Hèrcules CF quan es va inaugurar, ja que aquest va ser l'equip que el va construir.

## Inauguració
El 3 d'agost de 1974 es va inaugurar l'estadi amb un partit amistós contra el FC Barcelona que va finalitzar amb una golejada per part dels visitants (0-4), tot i que poc després, ja en competició oficial, el resultat fou de 0-0. En competició oficial, el primer partit acabà en empat a dos contra el Real Murcia. Carreño va passar a la història com el jugador que marcà el primer gol a l'estadi alacantí.

## Història
El Rico Pérez ha viscut dues fases molt clares: en la primera (1974-1986) es va viure l'edat d'or de l'Hèrcules CF, aqueixos huit anys consecutius en Primera Divisió, el Mundial 1982 amb la presència de la selecció argentina, campiona de l'edició anterior, i seu del 3r i 4t lloc entre França i Polònia i, després del descens a 2a Divisió A, l'ascens a 1a el 1984 davant el CE Castelló (2-0); la segona etapa és més fosca, ja que l'equip alacantí s'ha passat 11 onze anys en 2a divisió B i 8 en 2a divisió, per una en Primera (1996/97). El 25 de juny de 2006 va viure l'última alegria al gaudir-se de l'ascens a 2a A de l'Hèrcules CF davant la RSD Alcalá.

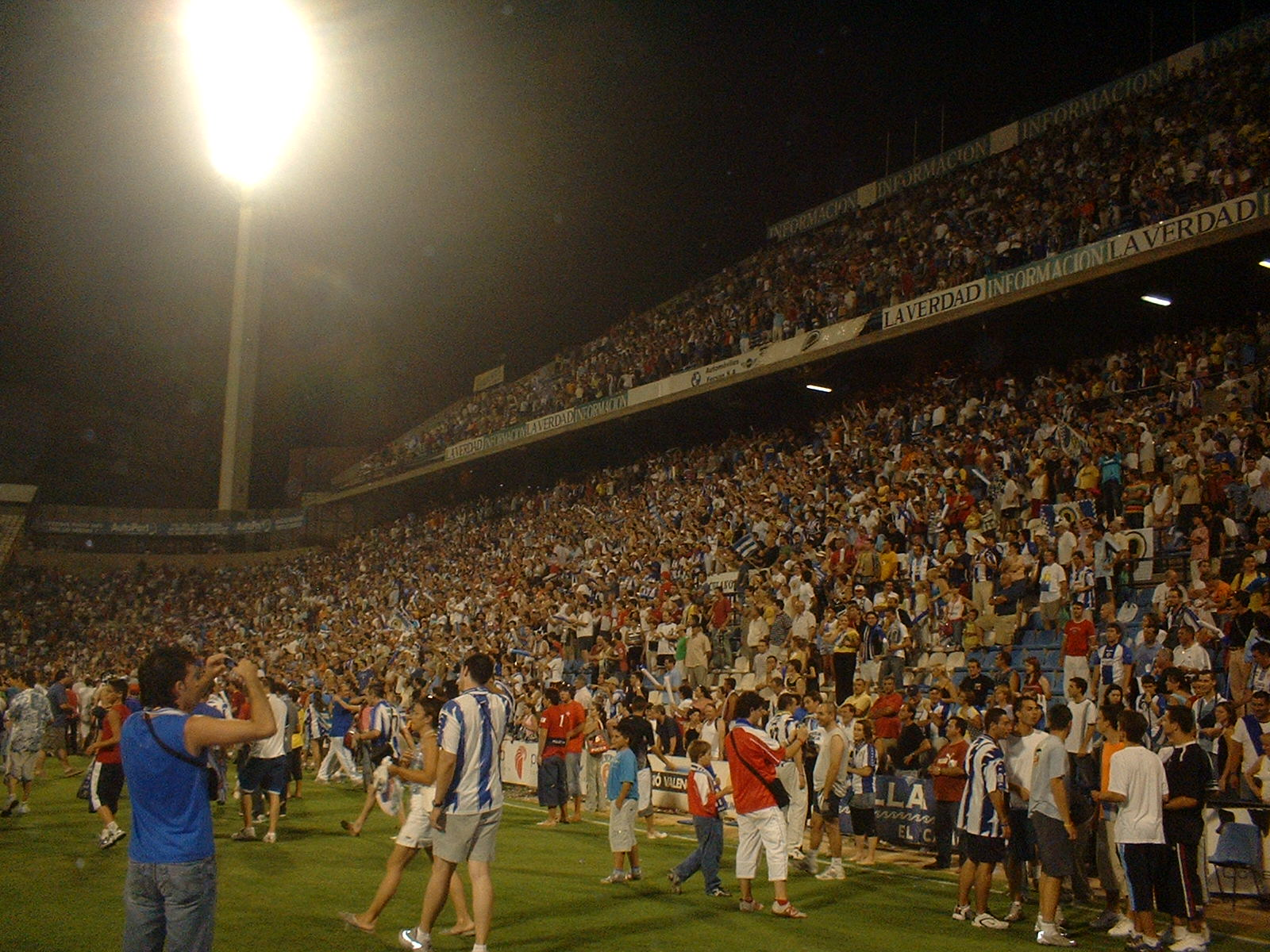
Grada de Preferent i grada del Mundial en l'últim partit de la promoció a Segona divisió A de 2005.

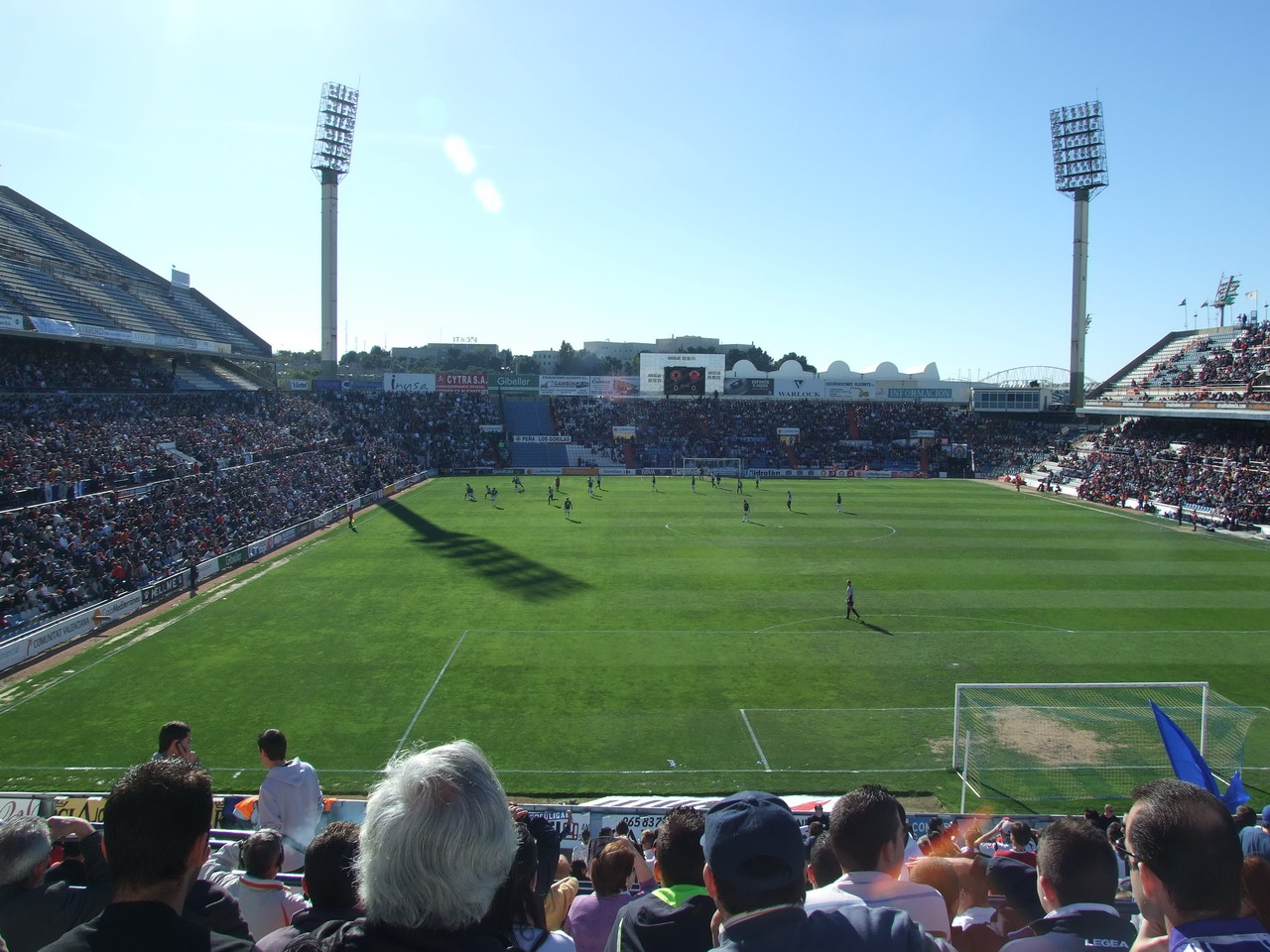
Vista de l'estadi durant un partit entre l'Hèrcules CF i l'Elx CF

El 1994 l'Hèrcules es va veure forçat a vendre el seu estadi a l'ajuntament d'Alacant per a pagar els deutes que tenia el club amb Hisenda i la Seguretat Social. Des de llavors i fins al 2007 l'estadi va ser de titularitat municipal, encara que l'Hèrcules va seguir disputant els seus partits com local en l'estadi.
En 2001, amb l'ascens de l'Alacant CF a Segona divisió B, aquest club va sol·licitar jugar també com local en l'estadi José Rico Pérez, perquè l'estadi del Palamó (actualment, estadi Antonio Solana) no complia les normes bàsiques d'un estadi de Segona Divisió B, per tant l'Alacant va demanar permís per a jugar en l'estadi José Rico Pérez, ja que era municipal. El permís va ser admès per l'ajuntament; pel que actualment els dos clubs de la ciutat comparteixen l'estadi, encara que existeix una clàusula en el contracte de recompra per part de l'Hèrcules que especifica com data màxima per al seu ús per part de l'Alacant CF el 2012.
L'11 de maig de 2007 l'Hèrcules CF, a través de l'empresa Aligestión, posseïdora de les seues accions, ho recomprà per uns 9 milions d'euros (entre preu i impostos), pel que l'estadi ara és d'Aligestión, després de ser durant 13 anys de titolaritat municipal.

## Estructura
Estadi en el qual les diferents graderies confereixen una imatge d'un estadi de diferents altures: així, el Fons Sud té menys capacitat que el Fons Nord i l'altura de la tribuna, en el seu moment més elevada gràcies a la Tribuna Alta (on se situen les cabines de premsa), és superada per la graderia mundialista, construïda pel mateix arquitecte, D. Francisco Muñoz Llorens, i més coneguda pel de "Graderia Tejero" per la seua forma de tricorni (qüestions d'espai van obligar que una de les parts haguera d'estar fitada i la simetria va fer la resta). Des d'octubre de 2005 disposa d'un videomarcador que supleix un marcador electrònic avariat que va funcionar durant una dècada, tanmateix, molts afeccionats recorden el vell marcador Dard, que estava en un cantó del Fons Sud al costat de la graderia preferent.

## Remodelació
L'estadi en l'actualitat presenta un estat prou deteriorat i des de l'afició es reclama una remodelació. En efecte, després de la seua última recompra per l'Hèrcules CF, es traurà a concurs la seua reforma, per al que el club s'ha posat en contacte amb arquitectes de prestigi mundial: els estudis de Reid Fenwick, Carlos Lamela i Subarquitectura + n6. Per a portar a terme aquest projecte, el consell d'administració del club ha avançat que es realitzaran alguns canvis per a igualar les graderies (en la mesura del possible) i se cercarà un disseny anglès amb abundant cristall i seguint les noves tendències d'alguns estadis europeus recentment reformats. Les informacions del club diuen que es pretén crear un estadi que siga punt de referència en la ciutat d'Alacant. Estava previst tindre el projecte definitiu per a tardor de 2007.